# Selaginella lindenii
Selaginella lindenii är en mosslummerväxtart som beskrevs av Antoine Frédéric Spring. Selaginella lindenii ingår i släktet mosslumrar, och familjen mosslummerväxter. Inga underarter finns listade i Catalogue of Life.